# 아리랑 (2011년 영화)
《아리랑》은 김기덕의 다큐멘터리 영화이다. 영화는 감독의 이전 영화인 《비몽》 촬영 중 주연 배우가 죽을 뻔한 사고를 겪고, 제자였던 장훈이 떠난 뒤의 김기덕의 모습을 그리고 있다. 2011년 칸 영화제 주목할 만한 시선 부문에서 처음 공개됐으며, 주목할 만한 시선 대상을 수상했다.

## 출연

### 주연
- 김기덕

## 기타
- 프로듀서: 김기덕